# Сюй Чжицян
Сюй Чжиця́н (кит. упр. 许志强, пиньинь Xǔ Zhìqiáng, р.4 марта 1963) — китайский гимнаст, призёр Олимпийских игр.
Сюй Чжицян родился в 1963 году в Гуанчжоу провинции Гуандун. С 1973 года стал заниматься в армейском спортивном клубе. В 1984 году на Олимпийских играх в Лос-Анджелесе стал обладателем серебряной медали в составе команды. В 1988 году принял участие в Олимпийских играх в Сеуле, но медалей не завоевал.